# Ле Пенсек, Луи
Луи ле Пенсек (фр. Louis Le Pensec; 8 января 1937, Mellac, Финистер — 10 января 2024, Кемперле, Финистер) — французский политик и юрист. Мэр города Меллака (1971—1977), министр в ряде правительств Франции.
Родился 8 января 1937 г. в Меллаке в семье рабочего бумажной фабрики Модюи.
Получил юридическое образование и диплом по менеджменту IGR-IAE в Университете Ренн I. В 1967 году стал помощником руководителя в компании SNECMA (которая впоследствии называлась Safran Aircraft Engines), а затем руководителем отдела кадров в компании SAVIEM.
Мэр Меллака в 1971—1997 гг. Депутат парламента по округу Финистера от Социалистической партии в 1973—1997 годах. С 1976 года работал в центральном аппарате партии.
С 23 июня 1981 по 22 марта 1983 года первый и последний морской министр Франции во втором правительстве Пьера Моруа. С 1983 г. национальный секретарь Социалистической партии по международным отношениям.
С 10 мая 1988 по 15 мая 1991 года министр заморских департаментов и территорий в правительстве Мишеля Рокара.
Министр сельского хозяйства и рыболовства с 2 июня 1997 до 20 октября 1998 года. Вышел из правительства после избрания в Сенат (от Финистера).
Ушёл из политической жизни в 2008 году, но оставался заместителем мэра Меллака и президентом Французской ассоциации Совета европейских муниципалитетов и регионов (AFCCRE) до 2014 года. С 2005 года работал юристом, специализирующимся на арбитраже, в фирме Тони Дрейфуса.
Рыцарь ордена Почётного легиона (29 мая 2009). Офицер ордена Почётного легиона (01.01.2021).
Кавалер ордена Сельскохозяйственных заслуг. Командор ордена Сельскохозяйственных заслуг по должности как министр сельского хозяйства (1997).
Кавалер ордена Морских заслуг. Командор ордена «За морские заслуги» по должности как морской министр (1981).
Умер в возрасте 87 лет 10 января 2024 г. в Кемперле (Финистер). Похоронен на кладбище Меллака.